# Marcello Lippi (Sänger)
Marcello Lippi (* 1957 in Genua) ist ein italienischer Bariton, Intendant und Literaturwissenschaftler.

## Ausbildung
Marcello Lippi studierte Gesang an der Paganini-Musikhochschule in Genua. Nach erfolgreich absolviertem Diplom erhielt er zusätzlich Privatunterricht bei Fernando Bandera, Tristano Illersberg und Giuseppe Murmura. Darüber hinaus promovierte er in moderner Literaturwissenschaft an der Universität Genua.

## Künstlerisches Wirken
Als Opernsänger (Bariton) trat Lippi mit seinem Debüt anlässlich des Rossini-Festivals in Pesaro ab 1988 in Erscheinung. In den folgenden Jahren sang er an namhaften und großen Bühnen der Welt, unter anderem an der Berliner Staatsoper, der Münchner Staatsoper, der Oper von Barcelona, der Wiener Staatsoper, am Opernhaus Basel, dem Palacio de Bellas Artes in Mexiko-Stadt und in der Arena di Verona.
Lippi ist Intendant und künstlerischer Gesamtleiter des Teatro Sociale di Rovigo.

## Auszug aus seinem Opernrepertoire
- Rodrigo – Don Carlos
- Nabucco – Nabucco
- Podestà – La gazza ladra
- Rigoletto – Rigoletto
- Frank – Fledermaus
- Jago – Otello
- Scarpia – Tosca
- Zeta – Die lustige Witwe